# Krieg der Träume
Krieg der Träume (Clash of Futures) ist die zum gleichnamigen Projekt gedrehte dokumentarische Dramaserie von Jan Peter und Gunnar Dedio (LOOKSfilm). Die Serie knüpft an 14 – Tagebücher des Ersten Weltkriegs (2014) an und schildert 13 persönliche Schicksale im Europa der Zwischenkriegszeit. Es handelt sich um eine europäische Ko-Produktion mit internationalen Partnern und Förderern im Gedenkjahr zum 100. Jahrestag des Endes des Ersten Weltkriegs am 11. November 1918.
Die Erstausstrahlung erfolgte ab dem 11. September 2018 auf arte als achtteilige Serie zu je 52 Minuten. Gekürzt auf 3 Teile zu je 90 Minuten begann der ORF Krieg der Träume im Rahmen der Programmschiene Universum History auf ORF 2 am 14. September und die ARD auf Das Erste am 17. September 2018 auszustrahlen.
Die Serie war Bestandteil des Gesamtprojekts Clash of Futures. Dieses umfasste neben der Dramaserie ein gleichnamiges Theater- sowie Hörfunkstück, das Buch Kometenjahre (2017), diverse europaweite Sonderausstellungen sowie eine Social-Media-Kampagne.

## Produktionsinformationen

### Kreativteam
Das Konzept für Krieg der Träume (Clash of Futures) wurde von Produzent Gunnar Dedio und Showrunner und Regisseur Jan Peter entwickelt. Die Drehbücher schrieben Jan Peter und Ko-Regisseur Frédéric Goupil (Les Revenants, The Returned). Unterstützt wurden sie von den Drehbuchautoren Camilla Ahlgren (Die Brücke – Transit in den Tod) und Jean-Louis Schlesser sowie für die dramaturgische Beratung von Eva-Maria Fahmüller. Fachlich beraten wurden die Autoren durch Professor Daniel Schönpflug, Historiker an der Freien Universität Berlin und Wissenschaftlicher Koordinator des Wissenschaftskollegs zu Berlin und durch den französischen Historiker Johann Chapoutot.
Die bildliche Umsetzung verantwortete der Director of Photography Jürgen Rehberg, der bereits 14 – Tagebücher des Ersten Weltkriegs drehte. Die Musik zur Serie komponierte Laurent Eyquem (USS Indianapolis, Rage). Im Herbst 2017 spielte der Hollywood-Komponist mit dem Filmorchester Babelsberg, dem Chor der Prager Philharmoniker sowie dem Salzburger Festspiele und Theater Kinderchor die Filmmusik ein. Die visuellen Effekte setzte die Stuttgarter Firma Mackevision um, die zu den Weltmarktführern für Computer Generated Imagery (CGI) zählt. Mackevision war auch bei Game of Thrones und Independence Day: Wiederkehr für die Effekte verantwortlich.

### Ko-Produzenten und Förderer
Krieg der Träume ist eine europäische Serienproduktion mit internationalen Partnern und Förderern. Die Ko-Produktion von LOOKSfilm (Gunnar Dedio), Les Films d’Ici (Serge Lalou), IRIS Productions (Nicolas Steil) mit Fortis Imaginatio wurde in Zusammenarbeit mit ARTE und SWR sowie NDR, WDR, rbb, ORF, CT, SVT, Histoire Toute l’histoire, BBC/MG Alba, YLE, NRK, DR, LRT und Radio Canada gedreht. Innerhalb der ARD hatte der SWR die Federführung. Gefördert wurde die Produktion von Creative Europe MEDIA, MDM Mitteldeutsche Medienförderung, MFG, CNC und Film Fund Luxembourg sowie la Procirep et l’Angoa, CUS, Région Grand Est, DMPA, SACEM und Sofit-vciné & Cofinova.

### Drehzeit und Drehorte
Die Dreharbeiten erfolgten vom 5. April bis 5. Juli 2017 in Frankreich, Deutschland, Belgien, Luxemburg und in den Niederlanden. Drehorte waren u. a. das ehemalige ARBED-Stahlwerk im luxemburgischen Esch sur Alzette, der Industriepark Fond-de-Gras in Lasauvage, das Château La Grange bei Manom in der Nähe der lothringischen Hauptstadt Metz, die Nationale Gedenkstätte Fort Breendonk im belgischen Willebroek, die historischen Thermalbäder von Spa in den belgischen Ardennen, ein altes Kino in Péruwelz im Süden Belgiens, das Schloss Louvigniés im wallonischen Chaussée-Notre-Dame und der Hafen von Den Helder im Norden der Niederlande.

## Episoden
| Nr. | Originaltitel  | Erstausstrahlung |
| --- | -------------- | ---------------- |
| 1   | Überleben      | 11. Sep. 2018    |
| 2   | Frieden        | 11. Sep. 2018    |
| 3   | Entscheidungen | 11. Sep. 2018    |
| 4   | Revolution     | 12. Sep. 2018    |
| 5   | Crash          | 12. Sep. 2018    |
| 6   | Versprechen    | 12. Sep. 2018    |
| 7   | Verrat         | 13. Sep. 2018    |
| 8   | Krieg          | 13. Sep. 2018    |

## Handlung
Krieg der Träume schildert die Geschichte Europas zwischen dem Ende des Ersten Weltkriegs 1918 und dem deutschen Überfall auf Polen im September 1939. Die mehrsprachige, dokumentarische Dramaserie stellt das Schicksal von dreizehn Menschen aus neun Nationen in den Mittelpunkt. Quelle für die Drehbücher waren ihre Tagebuchaufzeichnungen, Briefe und Memoiren. Zu den Protagonisten zählen der Kommunist Hans Beimler, der Stummfilmstar Pola Negri, der spätere Auschwitz-Kommandant Rudolf Höß oder die französische Anarchistin May Picqueray. Ebenso wird das politische Engagement von Nguyễn Ái Quốc im Nachkriegs-Frankreich und seine spätere Ausbildung in der Sowjetunion genauer thematisiert. Zudem gibt es eine Fortsetzung der Geschichte der russischen Kindersoldatin Marina Yurlova und des Kriegsreporters Charles Edward Montague aus 14 – Tagebücher des Ersten Weltkriegs (2014). Die Serie verdichtet Geschichte auf das subjektive Erleben einzelner Menschen. Showrunner, Regisseur und Autor Jan Peter: „Wir zeigen das Leben unserer Protagonisten, während es geschieht. Ohne fertige Urteile, ohne den oft besserwisserischen Blick der Nachgeborenen. Geschichte ist das, was auch uns täglich zustößt – mit offenem Ausgang.“

## Protagonisten

### Hans Beimler (Deutschland)
Hans Beimler, geboren 1895, war Gründungsmitglied der Kommunistischen Partei und vertrat diese 1932 für einige Monate im Bayerischen Landtag. Nach der Machtergreifung der NSDAP ging er in den Widerstand. Nach mehreren Jahren auf der Flucht vor dem NS-Regime schloss er sich 1936 den internationalen Brigaden im Spanischen Bürgerkrieg an. Am 1. Dezember 1936 wurde er in Madrid erschossen.

### Rudolf Höß (Deutschland)
Rudolf Höß wurde 1900 geboren und wollte ursprünglich Priester werden. Entrüstet über die Bedingungen des Versailler Vertrags, schloss er sich nach dem Ersten Weltkrieg einem ultra-rechten Freikorps an. Ende der 20er Jahre zog er sich mit seiner Familie zunächst aufs Land zurück. Die Begegnung mit Heinrich Himmler 1934 war der Beginn seiner steilen Karriere bei der SS. Höß wurde schließlich Lagerkommandant des Konzentrationslagers Auschwitz und war verantwortlich für den Tod von mehr als einer Million Menschen.

### Pola Negri (Polen/Deutschland/USA)
Pola Negri wurde 1897 als Apolonia Chałupiec in Polen geboren. Sie wurde durch ihre Zusammenarbeit mit dem Regisseur Ernst Lubitsch zum Stummfilmstar und erhielt schließlich als erste deutsche Schauspielerin einen Vertrag mit Paramount Pictures in Hollywood. Nach der Erfindung des Tonfilms wurde Negri allerdings kaum noch besetzt, da ihr starker Akzent die Zuschauer irritierte. Im Zuge der Weltwirtschaftskrise verlor sie ihr Vermögen. Pola Negri kehrte nach Deutschland zurück, wo die Nazis ab 1935 versuchten, sie für ihre Propagandafilme zu instrumentalisieren.

### Marie-Jeanne Picqueray (Frankreich)
Marie-Jeanne Picqueray, 1898 in Savenay (Westfrankreich) geboren, ging nach dem Ersten Weltkrieg nach Paris, wo sie sich den Anarchisten anschloss. Fanatisch verfolgte sie im Paris der 20er Jahre die Idee einer klassen- und hierarchielosen Gesellschaft. Während des Zweiten Weltkriegs fälschte sie Pässe für Juden und politisch Verfolgte; außerdem beherbergte sie Flüchtlinge aus dem Spanischen Bürgerkrieg. Sie blieb ihr Leben lang politisch engagiert.

### Edith Wellspacher (Österreich)
Edith Wellspacher war eine der ersten Frauen Österreichs, die zum Medizinstudium zugelassen wurden. Ihre politischen Verstrickungen in der Zeit vor dem Zweiten Weltkrieg waren privater Natur: Ihr Lebensgefährte war Jude. Gleichzeitig hatte Wellspacher eine Affäre mit einem älteren Kollegen, der sich zwar als Kommunist ausgab, gleichzeitig jedoch Mitglied der NSDAP war. Kurz nach dem Anschluss Österreichs ans Großdeutsche Reich wurde ihr jüdischer Lebensgefährte verhaftet und ins KZ deportiert. Im Sommer 1938 floh Wellspacher aus Österreich.

### Marina Yurlova (Russland/USA)
Marina Yurlova wurde um 1900 in einem kleinen Dorf nördlich des Kaukasus geboren. Die Tochter eines Obersts der Kuban-Kosaken war gerade 14 Jahre alt, als ihr Vater im August 1914 in den Krieg zog. Auf der Suche nach ihm wurde sie zur Kindersoldatin in der Russischen Armee. 1917 geriet sie in die Wirren der Oktoberrevolution, flüchtete aber schließlich in die Vereinigten Staaten. Dort machte sie Karriere als Tänzerin und Schriftstellerin. Yurlova heiratete den Cinematographen William C. Hyer. Sie starb 1984 in New York.

### Marcel Jamet (Frankreich)
Marcel Jamet wollte nach den Kämpfen des Ersten Weltkrieges ein luxuriöses, angenehmes Leben. Indem er seine Lebensgefährtin als Prostituierte arbeiten ließ, verdiente er genug Geld, um in Paris das Bordell One Two Two zu eröffnen. Das Etablissement wurde zum berühmtesten Bordell des Landes. Es war Treffpunkt der internationalen Society, aber auch von Militärs und Politikern.

### Silvio Crespi (Italien)
Silvio Crespi, erfolgreicher Unternehmer und Industrieller, war überzeugter Liberaler. Er unterstützte aber von Anfang an aktiv den Faschismus, von dessen Aufstieg seine Firma ökonomisch zunächst profitierte. Mit der Weltwirtschaftskrise 1929 geriet das kreditfinanzierte Wachstum von Crespis Firmengruppe ins Wanken. Von der Regierung erhielt er den Auftrag, schwarzen Stoff für die Uniformen der Faschistischen Partei zu produzieren. Als der Staat nicht mehr pünktlich zahlen konnte, ging Crespis Firmenimperium in Konkurs.

### Elise Ottesen (Schweden)
Elise Ottesen, siebzehntes Kind eines Propstes, war Schwedens erste Sexualaufklärerin – in einer Zeit, in der sexuelle Aufklärung, Verhütung und Abtreibung noch verboten waren. Überall in Westeuropa galten in den 1920er Jahren äußerst strenge Sexualgesetze. Ottesen schrieb Artikel für linke Zeitungen und veranstaltete sozialistische Bildungsabende für Arbeiterfrauen. 1926 veröffentlichte sie ihr Buch Unwillkommene Kinder und wurde dadurch als Frauenrechtlerin international bekannt.

### Unity Mitford (Großbritannien)
Unity Mitford, aufgewachsen in London, war eine glühende Verehrerin Adolf Hitlers und lernte ihn 1935, mit 21 Jahren, persönlich kennen. Ihre Begeisterung für den Faschismus stand in krassem Gegensatz zur kommunistischen Orientierung ihrer Schwester Jessica Mitford. Im Frühjahr 1938 stand Mitford an der Seite Hitlers, als dieser in Wien den Anschluss Österreichs verkündete. Als Großbritannien dem Deutschen Reich am 3. September 1939 den Krieg erklärte, schoss sich Unity Mitford im Englischen Garten in München eine Kugel in den Kopf. Der Suizidversuch misslang. 1948 starb sie an den Spätfolgen der Verletzung.

### Nguyen Ai Quoc (Hồ Chí Minh) (Frankreich/Sowjetunion/Vietnam)
Nguyen Ai Quoc wurde um 1890 in der französischen Kolonie Indochina geboren, dem heutigen Vietnam. Schon früh wurde er politisch gegen die französische Fremdherrschaft aktiv. Während des Ersten Weltkriegs reiste Nguyen als Hilfsarbeiter durch Europa und in die USA. In Paris verfolgte er den Umgang mit den Kolonialvölkern bei den Versailler Vertragsverhandlungen. Den Kommunismus sah er als Ausweg. Unter seinem Kampfnamen Hồ Chí Minh rief er 1945 in Hanoi die Demokratische Republik Vietnam aus. Als weder die französische Kolonialmacht noch China den Staat anerkannten, folgte der bewaffnete Widerstand.

### Charles Edward Montague (Großbritannien)
Charles Edward Montague, geboren 1867, war Journalist, Liberaler und oppositioneller Wortführer. Seine Kritik an der englischen Besatzungspolitik nach dem Ersten Weltkrieg verbreitete er in den 1920er Jahren unter anderem mit seinem Buch Disenchantment (1923), einer Abrechnung mit den britischen Eliten im Ersten Weltkrieg. Die Veröffentlichung löste einen landesweiten Skandal aus und leitete das Ende seiner journalistischen Karriere ein.

### Stepan Podlubny (Sowjetunion)
Stepan Podlubny musste als Sohn eines ukrainischen Kulaken im bolschewistischen Russland schon früh seine wahre Identität verbergen. Sein Heranwachsen in der Sowjetunion war von der Erfahrung geprägt, dass das Überleben im Kommunismus stalinistischer Prägung nur durch Lügen möglich war. Im Moskau der 1930er wurde er schließlich als Spitzel vom Geheimdienst NKWD rekrutiert. Als immer mehr Kommilitonen und schließlich auch seine eigene Mutter verschwanden, wurde Podlubny kritischer gegenüber dem stalinistischen System. Im Herbst 1939 wurde er selbst verhaftet und kam für mehrere Jahre in ein Arbeitslager.

## Besetzung
Die 13 Hauptpersonen der Serie werden von den folgenden Schauspielern verkörpert:
| Hauptperson             | Schauspieler |
| ----------------------- | --- |
| Hans Beimler            | Jan Krauter |
| Rudolf Höß              | Joel Basman |
| Pola Negri              | Michalina Olszańska |
| May Picqueray           | Solène Rigot |
| Edith Wellspacher       | Roxane Duran |
| Marina Yurlova          | Natalia Witmer |
| Marcel Jamet            | Robinson Stévenin |
| Silvio Crespi           | Gennaro Cannavacciuolo |
| Elise Ottesen           | Rebecka Hemse |
| Unity Mitford           | Charlotte Merriam |
| Hồ Chí Minh             | Alexandre Nguyen |
| Charles Edward Montague | David Acton |
| Stepan Podlubny         | Pjotr Skworzow |
| In weiteren Rollen      | Thomas Arnold Roland Bonjour Luc Feit André Jung Anne Kulbatzki Wolfgang Menardi Shanti Roney Małgorzata Zajączkowska Jelly Francis Gaviria Emilie Gavois-Kahn u. v. m. |

## Gesamtprojekt „Clash of Futures“
Die Gesamtproduktion umfasst neben der Dramaserie auch:
- Hörfunk: Krieg der Träume – vier Episoden umfassende Produktion von Christine Sievers und Nicolaus Schröder (SWR2: „Wissen“; WDR 5: „Tiefenblick“; BR2 Wort: „radiowissen“; kulturradio rbb).
- Salzburger Landestheater: Krieg der Träume / Clash of Futures – Ein europäisches Fernseh- und Theaterprojekt nach Dreh- und Tagebüchern. Entwickelt von Jan Peter und Gunnar Dedio, Regie: Christoph Biermeier, Musik von Laurent Eyquem. Uraufführung und Premiere am 4. Februar 2018.[10]
- Ausstellungen:
  - London – Tate Britain: Aftermath: Art in the Wake of World War One, 5. Juni bis 23. September 2018.
  - Brüssel – Royal Museum of Fine Arts Brussels: The New Berlin. 1912–1932. Crisis & Utopia, 5. Oktober 2018 bis 27. Januar 2019.
  - Potsdam – Potsdam Museum: Umkämpfte Wege der Moderne. Wilhelm Schmid und die Novembergruppe, 28. September 2018 – 19. Januar 2019.
- Buch von Daniel Schönpflug: Kometenjahre. 1918: Die Welt im Aufbruch. S. Fischer, Frankfurt am Main 2017, ISBN 978-3-10-002439-8 (Übersetzung in neun Sprachen).

## Auszeichnungen
- 2019: Preis des französischen Filmkomponistenverbands UMCF ("Union des compositeurs de musiques de films") für Laurent Eyquem in der Kategorie: "Beste Musik für einen Dokumentarfilm"/"Best Music for a Documentary"[11]
- 2019: nominiert für den Deutsch-Französischen Journalistenpreis[12]
- 2019: ausgezeichnet mit dem Civis – Europas Medienpreis für Integration 2019 in der Kategorie „Unterhaltung (fictional)“. Jurybegründung: „Eine großartige Fernsehserie: spannend, hochaktuell, filmisch und schauspielerisch herausragend. Ein europäischer Film, der die Verführbarkeit und Begeisterungsfähigkeit der Menschen durch populistische Parolen und Propaganda aus verschiedenen nationalen Perspektiven zeigt. Parallelen zu heute werden spürbar (Folge 6 | Versprechen). Exzellent recherchiert, mit ungewöhnlich eindrucksvollen Bild-Collagen, liefert die Dramaserie in unterschiedlichen Lebenswegen die erschütternde Erfahrung illiberaler autoritärer Strukturen und Unterdrückung – konträres Gegenbild einer politischen und kulturell vielfältigen, integrativen Gesellschaft. Die außergewöhnliche Produktion thematisiert 100 Jahre nach Ende des Ersten Weltkriegs ein düsteres Kapitel europäischer Geschichte. Sie zeigt historisch das Erstarken von Links- und Rechtspopulisten und die Zunahme gruppenbezogener Hetze und Feindlichkeit. Sie zeigt deutlich, dass jeder einzelne mit verantwortlich ist für die gesellschaftlichen und politische Entwicklungen in seiner Zeit.“[13]
- 2019: nominiert für den Grimme-Preis (Wettbewerb Information & Kultur)[14]
- 2019: nominiert für den DAFF-Preis der Deutschen Akademie für Fernsehen in den Kategorien Drehbuch und VFX/Animation[15]